# 長尾峠 (神奈川県・静岡県)
長尾峠（ながおとうげ）は、神奈川県足柄下郡箱根町と静岡県御殿場市の間にある峠。箱根外輪山にある。標高911m。
静岡県道401号・神奈川県道736号御殿場箱根線の長尾隧道（長尾トンネル、全長150m）が通っている。
トンネルの静岡県側から分岐して箱根スカイラインが外輪山に沿って続いている。箱根スカイライン入り口手前には大規模な空き地（駐車場）があり、そこから歩いて外輪山に設けられた登山道へ登ることができる。北西には富士山を眺めることができる。
以前は峠にあるトンネルの東側（神奈川県側）に一軒の茶屋「見晴らし亭」があり、芦ノ湖、大涌谷、駒ケ岳・神山、仙石原を一望することができた。2013年現在、この茶屋は閉店している。店の跡地の脇にはハイキング道（神奈川県道737号長尾芦川線）入り口がある。

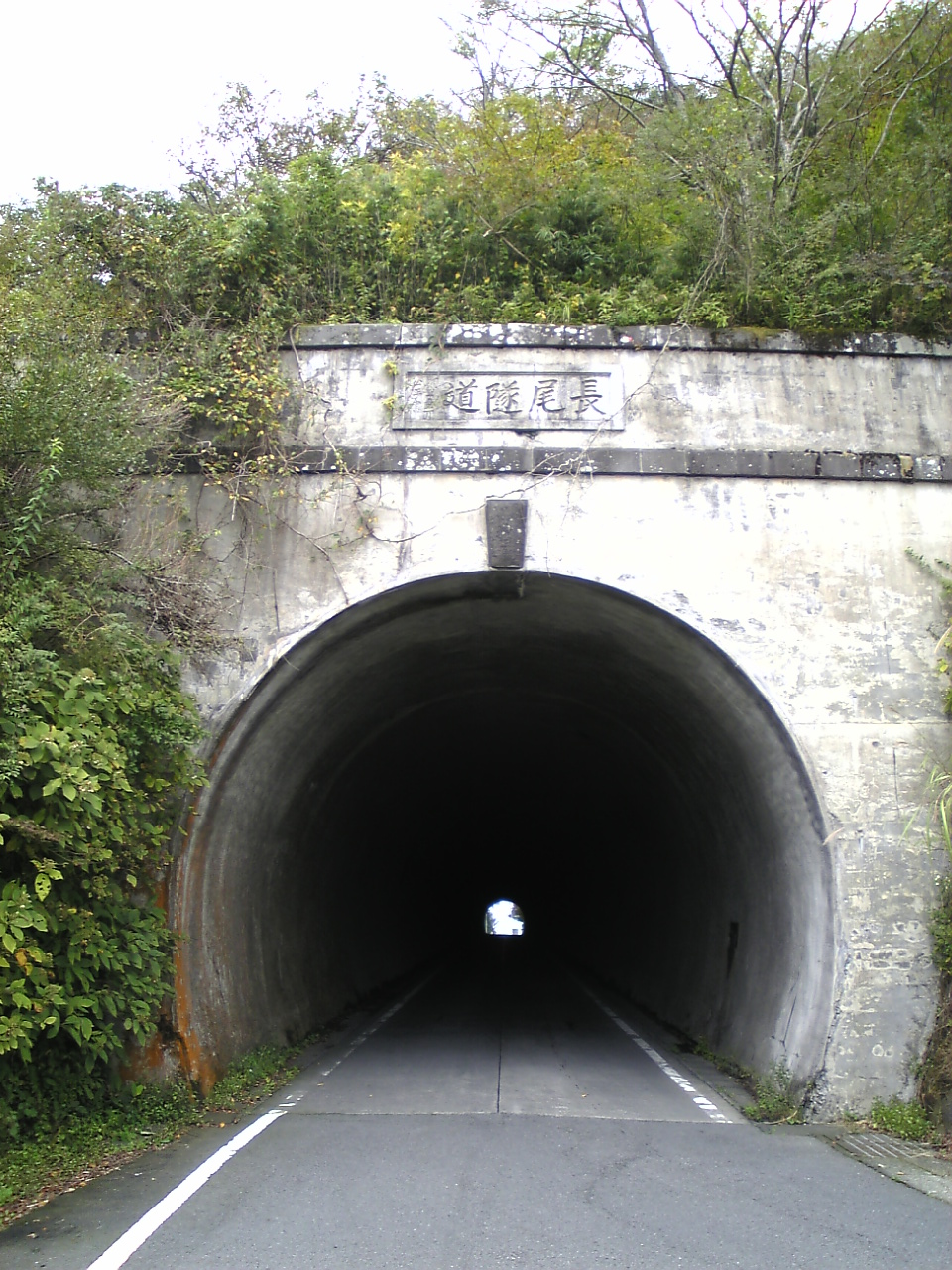
長尾隧道